# Blankensee (Pomerania Occidental-Greifswald)
Blankensee es un municipio situado en el distrito de Pomerania Occidental-Greifswald, en el estado federado de Mecklemburgo-Pomerania Occidental (Alemania), a una altitud de 20 metros. Su población a finales de 2016 era de 600 habs. y su densidad poblacional, 16 hab/km².
Se encuentra ubicado al sureste del distrito, cerca de la frontera con Polonia.